# Berngau
Berngau is een gemeente in de Duitse deelstaat Beieren, en maakt deel uit van het Landkreis Neumarkt in der Oberpfalz.
Berngau telt 2.577 inwoners.
In de gemeente Berngau heeft men naast Berngau zelf de dorpen Allershofen, Dippenricht, Mittelricht, Neuricht, Röckersbühl, Tyrolsberg en Wolfsricht.
Berching ·
Berg bei Neumarkt in der Oberpfalz ·
Berngau ·
Breitenbrunn ·
Deining ·
Dietfurt an der Altmühl ·
Freystadt ·
Hohenfels ·
Lauterhofen ·
Lupburg ·
Mühlhausen ·
Neumarkt in der Oberpfalz ·
Parsberg ·
Pilsach ·
Postbauer-Heng ·
Pyrbaum ·
Sengenthal ·
Seubersdorf in der Oberpfalz ·
Velburg